# Inventaire fédéral des sites construits à protéger en Suisse

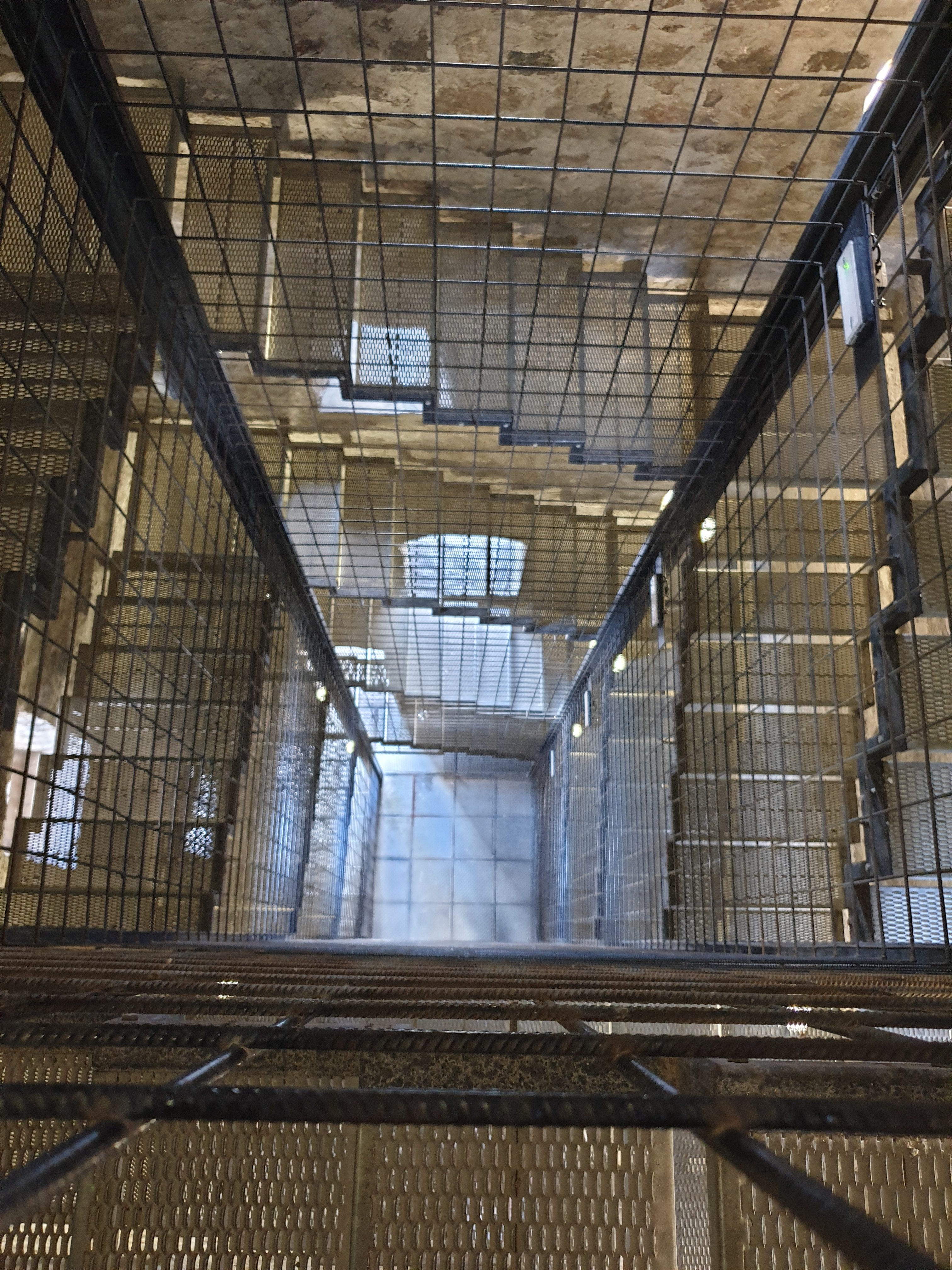
Chemin de la tour de Bellinzone

L’inventaire fédéral des sites construits à protéger en Suisse, en abrégé « ISOS » d'après l'expression allemande Inventar der schützenswerten Ortsbilder der Schweiz, est une liste de sites construits protégés en Suisse.
Cette liste, créée à partir de 1973 en application de la loi fédérale du 1er juillet 1966 sur la protection de la nature et du paysage entrée en vigueur le 1er juillet 1966, reconnaît notamment que « l’entretien et le développement harmonieux des sites construits contribuent à la qualité de notre environnement bâti et donc à notre bien-être ». Une première révision de l'inventaire ISOS s'est achevée en 2016 et une seconde a débuté en 2018. Par ailleurs, depuis sa révision totale de 1999, la Constitution fédérale, en son article 78 alinéas 1 à 3, impose à la Confédération de prendre en considération la protection de la nature et du patrimoine et à respecter les paysages, les localités, les sites historiques et les monuments naturels et culturels. Conformément à l’art. 11 de l’ordonnance concernant l’ISOS du 13 novembre 2019, les cantons et les communes doivent tenir compte de l'inventaire ISOS dans leurs planifications.
Cet inventaire ISOS ne regroupe que les sites construits - c'est-à-dire les agglomérations - d'importance nationales, les listes de sites d'importance régionale ou locale étant gérées par les différents cantons.
En 2009, un arrêt du Tribunal fédéral a conclu, dans le cas particulier de la commune zurichoise de Rüti, que les autorités cantonales et communales ont l'obligation de tenir compte de l’inventaire ISOS avant d’accorder une autorisation de construire,.
Cet inventaire est unique au monde. Il est le guide de référence pour une densification de qualité : à l’ère de la densification, respecter les particularités de l’architecture existante est un moyen fondamental pour œuvrer à la beauté des paysages urbains de la Suisse de demain. L’ISOS n’est cependant pas un recueil de plans d’aménagement local clefs en mains, mais un inventaire qui analyse et explique les qualités patrimoniales existantes. C’est ainsi que l’ISOS motive un développement judicieux du milieu bâti, à partir de l’évaluation des spécificités des quartiers.

## Liste des sites nationaux
En 2020, la liste des sites nationaux comprend plus de 1 274 entrées. Les sites sont regroupés à la fois par cantons et par types ; les différents types utilisés sont : « ville », « petite ville », « village urbanisé », « village », « hameau » ou « cas particulier ».
| Canton | Site                                                           | Type             | Image |
| ------ | -------------------------------------------------------------- | ---------------- | ----- |
| AG     | Aarau                                                          | ville            |       |
| AG     | Aarburg                                                        | petite ville     |       |
| AG     | Bain de Schinznach (Schinznach-Bad)                            | Cas particulier  |       |
| AG     | Baden et Ennetbaden                                            | ville            |       |
| AG     | Biberstein                                                     | Cas particulier  |       |
| AG     | Boswil                                                         | Village          |       |
| AG     | Böttstein                                                      | Cas particulier  |       |
| AG     | Bremgarten                                                     | petite ville     |       |
| AG     | Brugg                                                          | ville            |       |
| AG     | Elfingen                                                       | Village          |       |
| AG     | Endingen                                                       | Cas particulier  |       |
| AG     | Couvent de Fahr (Würenlos)                                     | Cas particulier  |       |
| AG     | Frick                                                          | Village urbanisé |       |
| AG     | Hasli (Muri)                                                   | Hameau           |       |
| AG     | Hellikon                                                       | Village          |       |
| AG     | Herznach                                                       | Village          |       |
| AG     | Hettenschwil (Leuggern)                                        | Hameau           |       |
| AG     | Hornussen                                                      | Village          |       |
| AG     | Husen (Lengnau)                                                | Hameau           |       |
| AG     | Ittenthal                                                      | Village          |       |
| AG     | Jonen                                                          | Village          |       |
| AG     | Kaiseraugst                                                    | Village          |       |
| AG     | Kaiserstuhl                                                    | petite ville     |       |
| AG     | Kirchbözberg (Unterbözberg)                                    | Cas particulier  |       |
| AG     | Kirchdorf (Obersiggenthal)                                     | Village          |       |
| AG     | Klingnau                                                       | petite ville     |       |
| AG     | Königsfelden (Windisch)                                        | Cas particulier  |       |
| AG     | Laufenburg                                                     | petite ville     |       |
| AG     | Lengnau                                                        | Cas particulier  |       |
| AG     | Lenzburg                                                       | petite ville     |       |
| AG     | Linn                                                           | Village          |       |
| AG     | Mandach                                                        | Village          |       |
| AG     | Meisterschwanden                                               | Cas particulier  |       |
| AG     | Mellingen                                                      | petite ville     |       |
| AG     | Merenschwand                                                   | Village          |       |
| AG     | Oberflachs                                                     | Village          |       |
| AG     | Oberzeihen (Zeihen)                                            | Hameau           |       |
| AG     | Obschlagen/Litzi (Jonen)                                       | Hameau           |       |
| AG     | Oetlikon (Würenlos)                                            | Hameau           |       |
| AG     | Rheinfelden                                                    | petite ville     |       |
| AG     | Usine de Rupperswil                                            | Cas particulier  |       |
| AG     | Schinznach                                                     | Village          |       |
| AG     | Schöftland                                                     | Village urbanisé |       |
| AG     | Tegerfelden                                                    | Village          |       |
| AG     | Thalheim                                                       | Village          |       |
| AG     | Ueberthal (Oberbözberg)                                        | Hameau           |       |
| AG     | Unterendingen                                                  | Village          |       |
| AG     | Veltheim                                                       | Village          |       |
| AG     | Villigen                                                       | Village          |       |
| AG     | Vogelsang (Lengnau)                                            | Hameau           |       |
| AG     | Wallbach                                                       | Village          |       |
| AG     | Wegenstetten                                                   | Village          |       |
| AG     | Courbe de la Limmat à Wettingen                                | Cas particulier  |       |
| AG     | Wiggwil (Beinwil)                                              | Hameau           |       |
| AG     | Wildegg (Möriken)                                              | Cas particulier  |       |
| AG     | Winterschwil (Beinwil)                                         | Hameau           |       |
| AG     | Wittnau                                                        | Village          |       |
| AG     | Wölflinswil                                                    | Village          |       |
| AG     | Würenlingen                                                    | Village          |       |
| AG     | Zofingen                                                       | petite ville     |       |
| AG     | Zurzach                                                        | petite ville     |       |
| AI     | Appenzell                                                      | petite ville     |       |
| AI     | Schlatt (Schlatt-Haslen)                                       | Hameau           |       |
| AR     | Gais                                                           | village          |       |
| AR     | Heiden                                                         | Cas particulier  |       |
| AR     | Herisau                                                        | village urbanisé |       |
| AR     | Hundwil                                                        | village          |       |
| AR     | Schwänberg (Herisau)                                           | hameau           |       |
| AR     | Schwellbrunn                                                   | village          |       |
| AR     | Tobel (Lutzenberg)                                             | hameau           |       |
| AR     | Trogen                                                         | village          |       |
| AR     | Urnäsch                                                        | village          |       |
| BE     | Aarberg                                                        | petite ville     |       |
| BE     | Château d'Aarwangen                                            | Cas particulier  |       |
| BE     | Äckenmatt (Wahlern)                                            | Hameau           |       |
| BE     | Adlemsried (Boltigen)                                          | Hameau           |       |
| BE     | Attiswil                                                       | Village          |       |
| BE     | Balzenberg (Erlenbach im Simmental)                            | Hameau           |       |
| BE     | Bangerten                                                      | Village          |       |
| BE     | Bellelay (Saicourt)                                            | Cas particulier  |       |
| BE     | Berne                                                          | ville            |       |
| BE     | Bienne                                                         | ville            |       |
| BE     | Bigel (Hasle bei Burgdorf)                                     | Hameau           |       |
| BE     | Bipschal (Gléresse)                                            | Hameau           |       |
| BE     | Bleienbach                                                     | Village          |       |
| BE     | Blumenstein/Wäsemli/Eschli (Blumenstein)                       | Hameaux          |       |
| BE     | Boltigen                                                       | Village          |       |
| BE     | Bönigen                                                        | Village          |       |
| BE     | Breitenegg (Wynigen)                                           | Hameau           |       |
| BE     | Bremgarten bei Bern                                            | Cas particulier  |       |
| BE     | Brienz                                                         | Village urbanisé |       |
| BE     | Brienzwiler                                                    | Village          |       |
| BE     | Brittenwald (Oberburg)                                         | Hameau           |       |
| BE     | Brünigen (Meiringen)                                           | Hameau           |       |
| BE     | Büelikofen/Graben (Zollikofen)                                 | Hameau           |       |
| BE     | Bümpliz/Bethlehem (Berne)                                      | Village urbanisé |       |
| BE     | Büren an der Aare                                              | petite ville     |       |
| BE     | Büren zum Hof                                                  | Village          |       |
| BE     | Berthoud                                                       | ville            |       |
| BE     | Bütikofen (Kirchberg)                                          | Hameau           |       |
| BE     | Le Cernil / La Chaux de Tramelan (Tramelan)                    | Hameaux          |       |
| BE     | Champoz                                                        | Village          |       |
| BE     | Châtelat (Petit-Val)                                           | Village          |       |
| BE     | Chavannes (La Neuveville)                                      | Hameau           |       |
| BE     | Chlyrot (Untersteckholz)                                       | Hameau           |       |
| BE     | Cortébert                                                      | Village          |       |
| BE     | Crémines                                                       | Village          |       |
| BE     | Monastère de Därstetten                                        | Cas particulier  |       |
| BE     | Deisswil bei Münchenbuchsee                                    | Hameau           |       |
| BE     | Diemtigen                                                      | Village          |       |
| BE     | Diesse                                                         | Village          |       |
| BE     | Dürrenroth                                                     | Village          |       |
| BE     | Elisried (Wahlern)                                             | Hameau           |       |
| BE     | Epsach                                                         | Village          |       |
| BE     | Cerlier                                                        | petite ville     |       |
| BE     | Erlenbach im Simmental                                         | Village          |       |
| BE     | Flüelen (Lützelflüh)                                           | Hameau           |       |
| BE     | Gals                                                           | Village          |       |
| BE     | Gammen (Ferenbalm)                                             | Village          |       |
| BE     | Gäserz (Brüttelen)                                             | Hameau           |       |
| BE     | Gerzensee                                                      | Village          |       |
| BE     | Hotel Giessbach à Brienz                                       | Cas particulier  |       |
| BE     | Gimmelwald (Lauterbrunnen)                                     | Hameau           |       |
| BE     | Goldbach (Hasle bei Burgdorf)                                  | Village          |       |
| BE     | Gottstatt (Orpond)                                             | Cas particulier  |       |
| BE     | Grandval                                                       | Village          |       |
| BE     | Gsteig                                                         | Village          |       |
| BE     | Gsteig bei Interlaken (Gsteigwiler, Wilderswil)                | Village          |       |
| BE     | Guetisberg (Heimiswil)                                         | Hameau           |       |
| BE     | Guggisberg                                                     | Village          |       |
| BE     | Gurtendörfli (Köniz)                                           | Hameau           |       |
| BE     | Usine électrique de Hagneck                                    | Cas particulier  |       |
| BE     | Lotissement de Halen (Kirchlindach)                            | Cas particulier  |       |
| BE     | Hämlismatt (Arni)                                              | Hameau           |       |
| BE     | Häutligen                                                      | Village          |       |
| BE     | Herzogenbuchsee                                                | Village urbanisé |       |
| BE     | Herzwil (Köniz)                                                | Hameau           |       |
| BE     | Château de Hindelbank                                          | Cas particulier  |       |
| BE     | Hofen (Wohlen bei Bern)                                        | Hameau           |       |
| BE     | Hofwil (Münchenbuchsee)                                        | Cas particulier  |       |
| BE     | Huttwil                                                        | petite ville     |       |
| BE     | Illiswil (Wohlen bei Bern)                                     | Hameau           |       |
| BE     | Anet                                                           | Village          |       |
| BE     | Interlaken                                                     | Village urbanisé |       |
| BE     | Iseltwald                                                      | Village          |       |
| BE     | Jerisberghof (Ferenbalm)                                       | Hameau           |       |
| BE     | Jolimontgut (Gals)                                             | Cas particulier  |       |
| BE     | Centrale électrique de Kallnach                                | Cas particulier  |       |
| BE     | Kanderbrück (Frutigen)                                         | Hameau           |       |
| BE     | Kirchdorf                                                      | Village          |       |
| BE     | Kleine Scheidegg (Lauterbrunnen)                               | Cas particulier  |       |
| BE     | Kleinhöchstetten (Rubigen)                                     | Hameau           |       |
| BE     | Château Landshut (Utzenstorf)                                  | Cas particulier  |       |
| BE     | Längenbach (Lauperswil)                                        | Hameau           |       |
| BE     | Langenthal                                                     | petite ville     |       |
| BE     | Langnau im Emmental                                            | Village urbanisé |       |
| BE     | Laupen                                                         | petite ville     |       |
| BE     | Leuzigen                                                       | Village          |       |
| BE     | Liebewil (Köniz)                                               | Hameau           |       |
| BE     | Gléresse                                                       | Village          |       |
| BE     | Limpach                                                        | Village          |       |
| BE     | Lindental (Vechigen)                                           | Hameau           |       |
| BE     | Lützelflüh                                                     | Village          |       |
| BE     | Lyssach                                                        | Village          |       |
| BE     | Meienried                                                      | Cas particulier  |       |
| BE     | Meiniswil (Aarwangen)                                          | Hameau           |       |
| BE     | Meiringen                                                      | Village urbanisé |       |
| BE     | Mengestorf (Köniz)                                             | Hameau           |       |
| BE     | Moosaffoltern (Rapperswil)                                     | Hameau           |       |
| BE     | Möriswil (Wohlen bei Bern)                                     | Hameau           |       |
| BE     | Mötschwil                                                      | Hameau           |       |
| BE     | Moutier                                                        | Village urbanisé |       |
| BE     | Usine de Mühleberg                                             | Cas particulier  |       |
| BE     | Mülchi                                                         | Village          |       |
| BE     | Villars-les-Moines                                             | Village          |       |
| BE     | Établissement de Münsingen                                     | Cas particulier  |       |
| BE     | La Neuveville                                                  | petite ville     |       |
| BE     | Nidau                                                          | petite ville     |       |
| BE     | Nidflue (Därstetten)                                           | Hameau           |       |
| BE     | Niederbottigen (Berne)                                         | Hameau           |       |
| BE     | Niederösch                                                     | Village          |       |
| BE     | Nods                                                           | Village          |       |
| BE     | Oberbipp                                                       | Village          |       |
| BE     | Oberbütschel (Rüeggisberg)                                     | Hameau           |       |
| BE     | Oberdettigen (Wohlen bei Bern)                                 | Hameau           |       |
| BE     | Oberdiessbach                                                  | Village urbanisé |       |
| BE     | Oberhofen am Thunersee                                         | Village urbanisé |       |
| BE     | Oberösch                                                       | Hameau           |       |
| BE     | Oberwil bei Büren                                              | Village          |       |
| BE     | Oberwil im Simmental                                           | Village          |       |
| BE     | Ochlenberg                                                     | Hameau           |       |
| BE     | Orvin                                                          | Village          |       |
| BE     | Pfaffenried (Oberwil im Simmental)                             | Hameau           |       |
| BE     | Ranflüh (Rüderswil, Lützelflüh)                                | Village          |       |
| BE     | Reconvilier                                                    | Village urbanisé |       |
| BE     | Renan                                                          | Village          |       |
| BE     | Ried (Rüderswil)                                               | Hameau           |       |
| BE     | Riedbach (Berne)                                               | Hameau           |       |
| BE     | Riedern (Berne)                                                | Hameau           |       |
| BE     | Riedtwil (Seeberg)                                             | Village          |       |
| BE     | Ringgenberg                                                    | Village          |       |
| BE     | Rohrbach                                                       | Village          |       |
| BE     | Rohrmoos (Oberburg)                                            | Hameau           |       |
| BE     | Rüderswil                                                      | Village          |       |
| BE     | Rüeggisberg                                                    | Village          |       |
| BE     | Rumendingen                                                    | Village          |       |
| BE     | Rüti bei Büren                                                 | Village          |       |
| BE     | Rybrügg/Hasli (Frutigen)                                       | Cas particulier  |       |
| BE     | Gessenay                                                       | Village          |       |
| BE     | Saint-Imier                                                    | Village urbanisé |       |
| BE     | Im Sand (Moosseedorf)                                          | Cas particulier  |       |
| BE     | Schufelbüel (Lützelflüh)                                       | Hameau           |       |
| BE     | Schwanden (Rüeggisberg)                                        | Hameau           |       |
| BE     | Schwanden (Schüpfen)                                           | Village          |       |
| BE     | Schwarzenburg (Wahlern)                                        | petite ville     |       |
| BE     | Seewil (Rapperswil)                                            | Village          |       |
| BE     | Signau                                                         | Village          |       |
| BE     | Siselen                                                        | Village          |       |
| BE     | Souboz                                                         | Village          |       |
| BE     | St. Johannsen (Gals)                                           | Cas particulier  |       |
| BE     | St. Petersinsel (Douanne)                                      | Cas particulier  |       |
| BE     | Sumiswald                                                      | Village          |       |
| BE     | Gorges de la Suze (Bienne)                                     | Cas particulier  |       |
| BE     | Tavannes                                                       | Village urbanisé |       |
| BE     | Thoune                                                         | ville            |       |
| BE     | Trachselwald (Lützelflüh)                                      | Village          |       |
| BE     | Trub                                                           | Village          |       |
| BE     | Tüscherz (Tüscherz-Alfermée)                                   | Village          |       |
| BE     | Douanne                                                        | Village          |       |
| BE     | Unterseen (Interlaken, Unterseen)                              | petite ville     |       |
| BE     | Vinelz                                                         | Village          |       |
| BE     | Vordere Chlapf (Gerzensee)                                     | Hameau           |       |
| BE     | Wäckerschwend (Ochlenberg)                                     | Hameau           |       |
| BE     | Waldau (Berne)                                                 | Cas particulier  |       |
| BE     | Waldhaus (Lützelflüh)                                          | Hameau           |       |
| BE     | Walperswil                                                     | Village          |       |
| BE     | Wangen an der Aare                                             | petite ville     |       |
| BE     | Wattenwil (Worb)                                               | Hameau           |       |
| BE     | Weissenburg (Därstetten)                                       | Cas particulier  |       |
| BE     | Wiedlisbach                                                    | petite ville     |       |
| BE     | Wiggiswil                                                      | Hameau           |       |
| BE     | Wilderswil                                                     | Village urbanisé |       |
| BE     | Wiler (Därstetten)                                             | Hameau           |       |
| BE     | Wiler (Sigriswil)                                              | Hameau           |       |
| BE     | Wileroltigen                                                   | Village          |       |
| BE     | Willadingen                                                    | Village          |       |
| BE     | Wimmis                                                         | Village          |       |
| BE     | Wingreis (Douanne)                                             | Hameau           |       |
| BE     | Winterswil (Schüpfen)                                          | Hameau           |       |
| BE     | Witenbach (Lauperswil)                                         | Hameau           |       |
| BE     | Wolei (Frauenkappelen)                                         | Hameau           |       |
| BE     | Worbletal (Bolligen)                                           | Cas particulier  |       |
| BE     | Zimlisberg (Rapperswil)                                        | Hameau           |       |
| BL     | Allschwil                                                      | Village          |       |
| BL     | Angenstein (Duggingen)                                         | Cas particulier  |       |
| BL     | Anwil                                                          | Village          |       |
| BL     | Arisdorf                                                       | Village          |       |
| BL     | Arlesheim                                                      | Village          |       |
| BL     | Augst et Augusta Raurica                                       | Cas particulier  |       |
| BL     | Bennwil                                                        | Village          |       |
| BL     | Brüglingen (Münchenstein)                                      | Cas particulier  |       |
| BL     | Burg im Leimental                                              | Village          |       |
| BL     | Buus                                                           | Village          |       |
| BL     | Freidorf (Muttenz)                                             | Cas particulier  |       |
| BL     | Gelterkinden                                                   | Village urbanisé |       |
| BL     | Itingen                                                        | Village          |       |
| BL     | Kilchberg                                                      | Village          |       |
| BL     | Laufon                                                         | petite ville     |       |
| BL     | Lausen                                                         | Cas particulier  |       |
| BL     | Liesbergmüli (Liesberg)                                        | Cas particulier  |       |
| BL     | Liestal                                                        | petite ville     |       |
| BL     | Maisprach                                                      | Village          |       |
| BL     | Muttenz                                                        | Village          |       |
| BL     | Oltingen                                                       | Village          |       |
| BL     | Pratteln                                                       | Village urbanisé |       |
| BL     | Rothenfluh                                                     | Village          |       |
| BL     | Rümlingen                                                      | Village          |       |
| BL     | Schöntal (Langenbruck)                                         | Cas particulier  |       |
| BL     | Sissach                                                        | Village urbanisé |       |
| BL     | Waldenburg                                                     | petite ville     |       |
| BL     | Wenslingen                                                     | Village          |       |
| BL     | Wintersingen                                                   | Village          |       |
| BL     | Ziefen                                                         | Village          |       |
| BL     | Zwingen                                                        | Village urbanisé |       |
| BS     | Bâle                                                           | ville            |       |
| BS     | Riehen                                                         | Village urbanisé |       |
| BS     | St. Chrischona (Bettingen)                                     | Cas particulier  |       |
| FR     | Barberêche, Petit et Grand Vivy (Courtepin)                    | Cas particulier  |       |
| FR     | Bösingen                                                       | Village          |       |
| FR     | Bourguillon (Fribourg)                                         | Cas particulier  |       |
| FR     | Broc-Fabrique (Broc)                                           | Cas particulier  |       |
| FR     | Broc-Vieille Cure (Broc)                                       | Cas particulier  |       |
| FR     | Bulle                                                          | petite ville     |       |
| FR     | Bussy (Estavayer)                                              | Village          |       |
| FR     | Châtel-Saint-Denis                                             | petite ville     |       |
| FR     | Chavannes-les-Forts (Siviriez)                                 | Village          |       |
| FR     | Corbières                                                      | Cas particulier  |       |
| FR     | Cressier                                                       | Village          |       |
| FR     | Dompierre (Belmont-Broye)                                      | Village          |       |
| FR     | Estavannens (Bas-Intyamon)                                     | Village          |       |
| FR     | Estavayer-le-Lac (Estavayer)                                   | petite ville     |       |
| FR     | Font (Estavayer)                                               | Cas particulier  |       |
| FR     | Fribourg                                                       | ville            |       |
| FR     | Galmis (Düdingen)                                              | Hameau           |       |
| FR     | Grandvillard                                                   | Village          |       |
| FR     | Granges-sur-Marly (Pierrafortscha)                             | Hameau           |       |
| FR     | Gruyères                                                       | petite ville     |       |
| FR     | Hauterive                                                      | Cas particulier  |       |
| FR     | Jaun                                                           | Village          |       |
| FR     | Jetschwil (Düdingen)                                           | Hameau           |       |
| FR     | Chiètres                                                       | Village urbanisé |       |
| FR     | Lessoc (Haut-Intyamon)                                         | Village          |       |
| FR     | Lourtens (Morat)                                               | Village          |       |
| FR     | Mézières                                                       | Village          |       |
| FR     | Montagny-les-Monts (Montagny)                                  | Cas particulier  |       |
| FR     | Montbovon (Haut-Intyamon)                                      | Cas particulier  |       |
| FR     | Môtier (Mont-Vully)                                            | Village          |       |
| FR     | Montilier                                                      | Village          |       |
| FR     | Morat                                                          | petite ville     |       |
| FR     | Neirivue (Haut-Intyamon)                                       | Village          |       |
| FR     | Orsonnens (Villorsonnens)                                      | Village          |       |
| FR     | La Part Dieu (Gruyères)                                        | Cas particulier  |       |
| FR     | Oberschrot (Planfayon)                                         | Village          |       |
| FR     | Prayoud (Châtel-Saint-Denis)                                   | Hameau           |       |
| FR     | Praz (Mont-Vully)                                              | Village          |       |
| FR     | Promasens (Rue)                                                | Village          |       |
| FR     | Richterwil (Bösingen)                                          | Hameau           |       |
| FR     | La Riedera (Le Mouret)                                         | Cas particulier  |       |
| FR     | Romont                                                         | petite ville     |       |
| FR     | Rue                                                            | petite ville     |       |
| FR     | Rueyres-Treyfayes (Sâles)                                      | Hameau           |       |
| FR     | Salvagny (Morat)                                               | Village          |       |
| FR     | Sensebrücke (Wünnewil-Flamatt)                                 | Cas particulier  |       |
| FR     | Torny-le-Petit (Torny)                                         | Hameau           |       |
| FR     | Vallon du Gottéron (Fribourg)                                  | Cas particulier  |       |
| FR     | La Valsainte (Val-de-Charmey)                                  | Cas particulier  |       |
| FR     | Villarsel-sur-Marly                                            | Hameau           |       |
| FR     | Villars-sous-Mont (Bas-Intyamon)                               | Village          |       |
| FR     | Villars-sur-Marly (Pierrafortscha)                             | Hameau           |       |
| FR     | Villarvolard (Corbières)                                       | Village          |       |
| FR     | Vuippens (Marsens)                                             | Cas particulier  |       |
| FR     | Vuissens (Estavayer)                                           | Village          |       |
| GE     | Avully                                                         | Village          |       |
| GE     | Bourdigny (Satigny)                                            | Village          |       |
| GE     | Carouge                                                        | ville            |       |
| GE     | Carre (Meinier)                                                | Hameau           |       |
| GE     | Cartigny                                                       | Village          |       |
| GE     | Céligny                                                        | Village          |       |
| GE     | Choully (Satigny)                                              | Village          |       |
| GE     | Commanderie de Compesières (Bardonnex)                         | Cas particulier  |       |
| GE     | Dardagny                                                       | Village          |       |
| GE     | Genève                                                         | ville            |       |
| GE     | Genthod                                                        | Village          |       |
| GE     | Hermance                                                       | petite ville     |       |
| GE     | Jussy                                                          | Village          |       |
| GE     | Landecy (Bardonnex)                                            | Village          |       |
| GE     | Malval (Dardagny)                                              | Hameau           |       |
| GE     | Onex                                                           | Village          |       |
| GE     | Peissy (Satigny)                                               | Village          |       |
| GE     | Pregny (Pregny-Chambésy)                                       | Cas particulier  |       |
| GE     | Satigny-dessus (Satigny)                                       | Cas particulier  |       |
| GE     | Sézegnin (Avusy)                                               | Village          |       |
| GE     | Sierne (Veyrier)                                               | Hameau           |       |
| GE     | Sionnet (Jussy)                                                | Hameau           |       |
| GE     | Soral                                                          | Village          |       |
| GE     | Veyrier                                                        | Village urbanisé |       |
| GL     | Adlenbach (Luchsingen)                                         | Hameau           |       |
| GL     | Diesbach (Luchsingen)                                          | Village          |       |
| GL     | Elm                                                            | Village          |       |
| GL     | Ennenda                                                        | Village urbanisé |       |
| GL     | Glaris                                                         | ville            |       |
| GL     | Mollis                                                         | Village          |       |
| GL     | Näfels                                                         | Village urbanisé |       |
| GL     | Rüti                                                           | Village          |       |
| GL     | Steinibach (Elm)                                               | Hameau           |       |
| GL     | Ziegelbrücke (Niederurnen)                                     | Cas particulier  |       |
| GR     | Almens                                                         | Village          |       |
| GR     | Alvaneu                                                        | Hameau           |       |
| GR     | Alvaschein                                                     | Hameau           |       |
| GR     | Andeer                                                         | Hameau           |       |
| GR     | Ardez                                                          | Hameau           |       |
| GR     | Augio (Rossa)                                                  | Village          |       |
| GR     | Averser Hofweiler (Avers)                                      | Cas particulier  |       |
| GR     | Bergün/Bravuogn                                                | Hameau           |       |
| GR     | Bever                                                          | Hameau           |       |
| GR     | Bodio/Cauco (Cauco)                                            | Village          |       |
| GR     | Bondo                                                          | Village          |       |
| GR     | Borgonovo (Stampa)                                             | Village          |       |
| GR     | Bos-cha (Ardez)                                                | Hameau           |       |
| GR     | Braggio                                                        | Village          |       |
| GR     | Brienz/Brinzauls                                               | Hameau           |       |
| GR     | Brün (Valendas)                                                | Hameau           |       |
| GR     | Calfreisen                                                     | Village          |       |
| GR     | Campi (Sils im Domleschg)                                      | Cas particulier  |       |
| GR     | Cantone (Poschiavo)                                            | Hameau           |       |
| GR     | Castasegna                                                     | Village          |       |
| GR     | Castrisch                                                      | Hameau           |       |
| GR     | Cavaione (Brusio)                                              | Hameau           |       |
| GR     | Cavardiras (Disentis/Mustér)                                   | Hameau           |       |
| GR     | Coire                                                          | ville            |       |
| GR     | Coltura (Stampa)                                               | Village          |       |
| GR     | Curaglia (Medel)                                               | Hameau           |       |
| GR     | Disla (Disentis/Mustér)                                        | Hameau           |       |
| GR     | Duvin                                                          | Hameau           |       |
| GR     | Felsberg                                                       | Village          |       |
| GR     | Fideris                                                        | Village          |       |
| GR     | Filisur                                                        | Village          |       |
| GR     | Fläsch                                                         | Village          |       |
| GR     | Flims-Waldhaus (Flims)                                         | Cas particulier  |       |
| GR     | Fürstenau                                                      | petite ville     |       |
| GR     | Grono                                                          | Village          |       |
| GR     | Grüsch/Schmitten (Grüsch)                                      | Village          |       |
| GR     | Guarda                                                         | Hameau           |       |
| GR     | Haldenstein                                                    | Village          |       |
| GR     | Igels (Degen)                                                  | Hameau           |       |
| GR     | Ilanz                                                          | petite ville     |       |
| GR     | Jenins                                                         | Village          |       |
| GR     | Küblis                                                         | Cas particulier  |       |
| GR     | Landarenca (Arvigo)                                            | Hameau           |       |
| GR     | Latsch (Bergün)                                                | Hameau           |       |
| GR     | Lavin                                                          | Hameau           |       |
| GR     | Lohn                                                           | Village          |       |
| GR     | Lumbrein                                                       | Hameau           |       |
| GR     | Luven                                                          | Hameau           |       |
| GR     | Luzein                                                         | Village          |       |
| GR     | Maienfeld                                                      | petite ville     |       |
| GR     | Malans                                                         | Village          |       |
| GR     | Medergen (Langwies)                                            | Hameau           |       |
| GR     | Mesocco                                                        | Village          |       |
| GR     | Monstein (Davos)                                               | Village          |       |
| GR     | Müstair                                                        | Village urbanisé |       |
| GR     | Obermutten (Mutten)                                            | Hameau           |       |
| GR     | Paspels                                                        | Cas particulier  |       |
| GR     | Pignia                                                         | Hameau           |       |
| GR     | Pontresina                                                     | Village urbanisé |       |
| GR     | Poschiavo                                                      | petite ville     |       |
| GR     | Prada (Poschiavo)                                              | Village          |       |
| GR     | Präz                                                           | Village          |       |
| GR     | Promontogna (Bondo)                                            | Village          |       |
| GR     | Moulin fédéral de Coire                                        | Cas particulier  |       |
| GR     | La Punt (La Punt Chamues-ch)                                   | Hameau           |       |
| GR     | Putz (Luzein)                                                  | Hameau           |       |
| GR     | Reichenau (Tamins)                                             | Cas particulier  |       |
| GR     | Reischen (Zillis-Reischen)                                     | Hameau           |       |
| GR     | Riom (Riom-Parsonz)                                            | Hameau           |       |
| GR     | Rossa                                                          | Village          |       |
| GR     | Roveredo                                                       | Village urbanisé |       |
| GR     | Sagogn                                                         | Hameau           |       |
| GR     | Salouf                                                         | Hameau           |       |
| GR     | Samedan                                                        | Village urbanisé |       |
| GR     | San Carlo (Poschiavo)                                          | Village          |       |
| GR     | San Vittore                                                    | Village          |       |
| GR     | Santa Maria in Calanca                                         | Village          |       |
| GR     | Santa Maria Val Müstair                                        | Hameau           |       |
| GR     | Sapün (Langwies)                                               | Hameau           |       |
| GR     | Sarn                                                           | Village          |       |
| GR     | S-chanf                                                        | Hameau           |       |
| GR     | Scharans                                                       | Village          |       |
| GR     | Schlans                                                        | Hameau           |       |
| GR     | Scuol                                                          | Village urbanisé |       |
| GR     | Seewis im Prättigau                                            | Village          |       |
| GR     | Segnes (Disentis/Mustér)                                       | Hameau           |       |
| GR     | Sent                                                           | Hameau           |       |
| GR     | Sils im Domleschg                                              | Cas particulier  |       |
| GR     | Soazza                                                         | Village          |       |
| GR     | Soglio                                                         | Village          |       |
| GR     | Splügen                                                        | Village          |       |
| GR     | St. Luzisteig (Maienfeld, Fläsch)                              | Cas particulier  |       |
| GR     | Stampa                                                         | Village          |       |
| GR     | Stierva                                                        | Hameau           |       |
| GR     | Strassberg (Langwies)                                          | Hameau           |       |
| GR     | Stugl (Bergün)                                                 | Hameau           |       |
| GR     | Sumvitg                                                        | Hameau           |       |
| GR     | Sur En (Ardez)                                                 | Hameau           |       |
| GR     | Tamins                                                         | Village          |       |
| GR     | Tarasp                                                         | Cas particulier  |       |
| GR     | Tersnaus (Suraua)                                              | Hameau           |       |
| GR     | Trun                                                           | Village urbanisé |       |
| GR     | Tschlin                                                        | Hameau           |       |
| GR     | Tumegl/Tomils-Ortenstein (Tumegl/Tomils)                       | Cas particulier  |       |
| GR     | Valendas                                                       | Village          |       |
| GR     | Vella                                                          | Hameau           |       |
| GR     | Vicosoprano                                                    | Village          |       |
| GR     | Vnà (Ramosch)                                                  | Hameau           |       |
| GR     | Vrin                                                           | Hameau           |       |
| GR     | Vulpera (Tarasp)                                               | Cas particulier  |       |
| GR     | Waltensburg (Waltensburg/Vuorz)                                | Hameau           |       |
| GR     | Zernez                                                         | Village urbanisé |       |
| GR     | Zillis (Zillis-Reischen)                                       | Hameau           |       |
| GR     | Zuoz                                                           | Hameau           |       |
| JU     | Alle                                                           | Village urbanisé |       |
| JU     | La Bosse (Le Bémont)                                           | Hameau           |       |
| JU     | Bourrignon                                                     | Village          |       |
| JU     | Les Cerlatez (Saignelégier)                                    | Hameau           |       |
| JU     | La Chaux-des-Breuleux                                          | Hameau           |       |
| JU     | Chevenez                                                       | Village          |       |
| JU     | Choindez (Courrendlin)                                         | Cas particulier  |       |
| JU     | Coeuve                                                         | Village          |       |
| JU     | Corban                                                         | Village          |       |
| JU     | Courcelon (Courroux)                                           | Hameau           |       |
| JU     | Delémont                                                       | petite ville     |       |
| JU     | Fahy                                                           | Village          |       |
| JU     | Les Forges (Undervelier)                                       | Cas particulier  |       |
| JU     | Grandgourt (Montignez)                                         | Cas particulier  |       |
| JU     | Löwenburg (Pleigne)                                            | Cas particulier  |       |
| JU     | Le Maira (Buix)                                                | Hameau           |       |
| JU     | Miécourt                                                       | Village          |       |
| JU     | Montenol                                                       | Hameau           |       |
| JU     | Montignez                                                      | Village          |       |
| JU     | Muriaux                                                        | Village          |       |
| JU     | Le Noirmont                                                    | Village urbanisé |       |
| JU     | Pleujouse                                                      | Cas particulier  |       |
| JU     | Les Pommerats                                                  | Village          |       |
| JU     | Porrentruy                                                     | petite ville     |       |
| JU     | Rocourt                                                        | Village          |       |
| JU     | Saint-Ursanne                                                  | petite ville     |       |
| JU     | Soulce                                                         | Village          |       |
| LU     | Altishofen                                                     | Village          |       |
| LU     | Beromünster                                                    | petite ville     |       |
| LU     | Blatten (Malters)                                              | Hameau           |       |
| LU     | Buttisholz                                                     | Village          |       |
| LU     | Dierikon                                                       | Hameau           |       |
| LU     | Dottenberg (Adligenswil)                                       | Hameau           |       |
| LU     | Ermensee                                                       | Village          |       |
| LU     | Escholzmatt                                                    | Village          |       |
| LU     | Geiss (Menznau)                                                | Hameau           |       |
| LU     | Greppen                                                        | Village          |       |
| LU     | Château d'Heidegg (Gelfingen)                                  | Cas particulier  |       |
| LU     | Heiligkreuz (Hasle)                                            | Cas particulier  |       |
| LU     | Hergiswald (Kriens)                                            | Cas particulier  |       |
| LU     | Hitzkirch                                                      | Village          |       |
| LU     | Hohenrain                                                      | Cas particulier  |       |
| LU     | Paysage culturel de Kastelen (Alberswil)                       | Cas particulier  |       |
| LU     | Kirchbühl (Sempach)                                            | Hameau           |       |
| LU     | Krummbach (Geuensee)                                           | Hameau           |       |
| LU     | Luthern                                                        | Village          |       |
| LU     | Lucerne                                                        | ville            |       |
| LU     | Marbach                                                        | Village          |       |
| LU     | Mauensee                                                       | Cas particulier  |       |
| LU     | Meggen, Villenlandschaft (Meggen)                              | Cas particulier  |       |
| LU     | Perlen (Buchrain, Root)                                        | Cas particulier  |       |
| LU     | Richensee (Hitzkirch)                                          | Cas particulier  |       |
| LU     | Ruswil                                                         | Village          |       |
| LU     | Seewagen (Kottwil)                                             | Hameau           |       |
| LU     | Sempach                                                        | petite ville     |       |
| LU     | St. Urban (Pfaffnau)                                           | Cas particulier  |       |
| LU     | Sursee                                                         | petite ville     |       |
| LU     | Werthenstein (Werthenstein, Ruswil)                            | Cas particulier  |       |
| LU     | Willisau                                                       | petite ville     |       |
| NE     | Auvernier                                                      | Village          |       |
| NE     | La Borcarderie (Valangin)                                      | Cas particulier  |       |
| NE     | Boudry                                                         | petite ville     |       |
| NE     | Les Brenets                                                    | Village urbanisé |       |
| NE     | Bussy/Le Sorgereux (Valangin)                                  | Cas particulier  |       |
| NE     | Buttes                                                         | Village          |       |
| NE     | Cernier                                                        | Village urbanisé |       |
| NE     | La Chaux-de-Fonds                                              | ville            |       |
| NE     | Cité Martini (Marin-Epagnier)                                  | Cas particulier  |       |
| NE     | Cité Suchard (Neuchâtel)                                       | Cas particulier  |       |
| NE     | Colombier                                                      | Village urbanisé |       |
| NE     | Cortaillod                                                     | Village          |       |
| NE     | Couvet                                                         | Village urbanisé |       |
| NE     | Cressier                                                       | Village          |       |
| NE     | Dombresson                                                     | Village          |       |
| NE     | Fleurier                                                       | Village urbanisé |       |
| NE     | Grandchamp (Boudry)                                            | Cas particulier  |       |
| NE     | Le Landeron                                                    | petite ville     |       |
| NE     | Le Locle                                                       | ville            |       |
| NE     | Môtiers                                                        | Village          |       |
| NE     | Neuchâtel                                                      | ville            |       |
| NE     | Saint-Blaise                                                   | Village          |       |
| NE     | Travers                                                        | Village urbanisé |       |
| NE     | Valangin                                                       | petite ville     |       |
| NE     | Vaumarcus                                                      | Cas particulier  |       |
| NW     | Beckenried                                                     | Village urbanisé |       |
| NW     | Buochs                                                         | Village urbanisé |       |
| NW     | Bürgenstock                                                    | Cas particulier  |       |
| NW     | Chappelendorf (Dallenwil)                                      | Hameau           |       |
| NW     | Kehrsiten (Stansstad)                                          | Hameau           |       |
| NW     | Ridli (Beckenried)                                             | Hameau           |       |
| NW     | Stans                                                          | petite ville     |       |
| OW     | Flüeli-Ranft (Sachseln)                                        | Cas particulier  |       |
| OW     | Kirchhofen (Sarnen)                                            | Cas particulier  |       |
| OW     | Lungern                                                        | Village urbanisé |       |
| OW     | Obsee (Lungern)                                                | Hameau           |       |
| OW     | Ramersberg (Sarnen)                                            | Hameau           |       |
| OW     | Rudenz (Giswil)                                                | Cas particulier  |       |
| OW     | Sachseln                                                       | Village urbanisé |       |
| OW     | Sarnen                                                         | petite ville     |       |
| SH     | Bibermühle (Ramsen)                                            | Cas particulier  |       |
| SH     | Dörflingen                                                     | Village          |       |
| SH     | Gächlingen                                                     | Village          |       |
| SH     | Hallau                                                         | Village          |       |
| SH     | Lohn                                                           | Village          |       |
| SH     | Löhningen                                                      | Village          |       |
| SH     | Merishausen                                                    | Village          |       |
| SH     | Neunkirch                                                      | petite ville     |       |
| SH     | Oberhallau                                                     | Village          |       |
| SH     | Osterfingen (Wilchingen)                                       | Village          |       |
| SH     | Ramsen                                                         | Village          |       |
| SH     | Rüdlingen                                                      | Village          |       |
| SH     | Schaffhouse                                                    | ville            |       |
| SH     | Schleitheim                                                    | Village          |       |
| SH     | Stein am Rhein                                                 | petite ville     |       |
| SH     | Wilchingen                                                     | Village          |       |
| SO     | Aetingen                                                       | Village          |       |
| SO     | Balm bei Messen                                                | Village          |       |
| SO     | Balsthal                                                       | petite ville     |       |
| SO     | Couvent de Beinwil                                             | Cas particulier  |       |
| SO     | Büren                                                          | Village          |       |
| SO     | Einsiedelei (Rüttenen)                                         | Cas particulier  |       |
| SO     | Goetheanum (Dornach)                                           | Cas particulier  |       |
| SO     | Gossliwil                                                      | Village          |       |
| SO     | Granges                                                        | Village urbanisé |       |
| SO     | Hessigkofen                                                    | Village          |       |
| SO     | Hochwald                                                       | Village          |       |
| SO     | Höngen (Laupersdorf)                                           | Hameau           |       |
| SO     | Innere Klus (Balsthal)                                         | Cas particulier  |       |
| SO     | Kreuzen (Rüttenen)                                             | Cas particulier  |       |
| SO     | Lüsslingen                                                     | Village          |       |
| SO     | Mariastein (Metzerlen-Mariastein)                              | Cas particulier  |       |
| SO     | Meltingen                                                      | Village          |       |
| SO     | Messen                                                         | Village          |       |
| SO     | Metzerlen (Metzerlen-Mariastein)                               | Village          |       |
| SO     | Mühledorf                                                      | Village          |       |
| SO     | Nennigkofen                                                    | Village          |       |
| SO     | Neuendorf                                                      | Village          |       |
| SO     | Niederbuchsiten                                                | Village          |       |
| SO     | Niedererlinsbach (Erlinsbach)                                  | Village          |       |
| SO     | Nuglar (Nuglar-St. Pantaleon)                                  | Village          |       |
| SO     | Oberbuchsiten                                                  | Village          |       |
| SO     | Oberdorf                                                       | Village          |       |
| SO     | Olten                                                          | ville            |       |
| SO     | Rodersdorf                                                     | Village          |       |
| SO     | Schnottwil                                                     | Village          |       |
| SO     | Schönenwerd-Niedergösgen (Schönenwerd, Niedergösgen)           | Village urbanisé |       |
| SO     | Seewen                                                         | Village          |       |
| SO     | Soleure                                                        | ville            |       |
| SO     | St. Pantaleon (Nuglar-St. Pantaleon)                           | Village          |       |
| SO     | St. Wolfgang (Balsthal)                                        | Cas particulier  |       |
| SO     | Tscheppach                                                     | Village          |       |
| SO     | Château de Waldegg (Feldbrunnen-Sankt Niklaus)                 | Cas particulier  |       |
| SZ     | Arth                                                           | Village          |       |
| SZ     | Biberegg (Rothenthurm)                                         | Hameau           |       |
| SZ     | Brunnen (Ingenbohl)                                            | Village urbanisé |       |
| SZ     | Ecce Homo (Sattel)                                             | Hameau           |       |
| SZ     | Einsiedeln                                                     | petite ville     |       |
| SZ     | Etzelpass/St. Meinrad (Einsiedeln)                             | Cas particulier  |       |
| SZ     | Gersau                                                         | Village          |       |
| SZ     | Grinau (Tuggen)                                                | Cas particulier  |       |
| SZ     | Küssnacht am Rigi (Küssnacht)                                  | petite ville     |       |
| SZ     | Lachen                                                         | petite ville     |       |
| SZ     | Merlischachen (Küssnacht)                                      | Hameau           |       |
| SZ     | Muotathal                                                      | Village          |       |
| SZ     | Pfäffikon Unterdorf (Freienbach)                               | Cas particulier  |       |
| SZ     | Schwyz                                                         | petite ville     |       |
| SZ     | Seestatt (Altendorf)                                           | Hameau           |       |
| SZ     | Siebnen (Galgenen, Schübelbach, Wangen)                        | Village urbanisé |       |
| SZ     | Steinen                                                        | Village          |       |
| SZ     | Ufenau (Freienbach)                                            | Cas particulier  |       |
| TG     | Altenklingen (Wigoltingen)                                     | Cas particulier  |       |
| TG     | Altnau                                                         | Village          |       |
| TG     | Arbon                                                          | petite ville     |       |
| TG     | Aumühle (Frauenfeld)                                           | Cas particulier  |       |
| TG     | Balgen (Egnach)                                                | Hameau           |       |
| TG     | Berlingen                                                      | Village          |       |
| TG     | Birmoos (Egnach)                                               | Hameau           |       |
| TG     | Bischofszell                                                   | petite ville     |       |
| TG     | Blidegg-Degenau (Zihlschlacht-Sitterdorf)                      | Cas particulier  |       |
| TG     | Boltshausen (Märstetten)                                       | Hameau           |       |
| TG     | Bommen (Kemmental)                                             | Hameau           |       |
| TG     | Bürglen                                                        | petite ville     |       |
| TG     | Chratzeren (Arbon)                                             | Hameau           |       |
| TG     | Dickihof (Schlatt)                                             | Hameau           |       |
| TG     | Diessenhofen                                                   | petite ville     |       |
| TG     | Engwang (Wigoltingen)                                          | Hameau           |       |
| TG     | Erlen-Eppishausen (Erlen)                                      | Village urbanisé |       |
| TG     | Ermatingen                                                     | petite ville     |       |
| TG     | Eschenzer Becken (Eschenz, Mammern)                            | Cas particulier  |       |
| TG     | Farhof (Neunforn)                                              | Hameau           |       |
| TG     | Fischingen                                                     | Cas particulier  |       |
| TG     | Frauenfeld                                                     | ville            |       |
| TG     | Glarisegg (Steckborn)                                          | Cas particulier  |       |
| TG     | Gottlieben                                                     | petite ville     |       |
| TG     | Griesenberg (Amlikon-Bissegg)                                  | Cas particulier  |       |
| TG     | Grüneck (Müllheim)                                             | Cas particulier  |       |
| TG     | Gündelhart (Homburg)                                           | Hameau           |       |
| TG     | Hagenwil bei Amriswil (Amriswil)                               | Village          |       |
| TG     | Hard (Berg)                                                    | Hameau           |       |
| TG     | Hauptwil (Hauptwil-Gottshaus)                                  | Village          |       |
| TG     | Heiligkreuz (Wuppenau)                                         | Hameau           |       |
| TG     | Hessenreuti (Sulgen)                                           | Hameau           |       |
| TG     | Hüttlingen                                                     | Village          |       |
| TG     | Kartause Ittingen (Warth-Weiningen)                            | Cas particulier  |       |
| TG     | Kehlhof (Berg)                                                 | Hameau           |       |
| TG     | Kesswil                                                        | Village          |       |
| TG     | Kreuzlingen                                                    | Village urbanisé |       |
| TG     | Leutmerken (Amlikon-Bissegg)                                   | Hameau           |       |
| TG     | Lustdorf (Thundorf)                                            | Village          |       |
| TG     | Mammern                                                        | Cas particulier  |       |
| TG     | Märstetten                                                     | Village          |       |
| TG     | Münsterlingen                                                  | Cas particulier  |       |
| TG     | Nergeten (Warth-Weiningen)                                     | Hameau           |       |
| TG     | Niederneunforn (Neunforn)                                      | Village          |       |
| TG     | Nussbaumen (Hüttwilen)                                         | Village          |       |
| TG     | Oberneunforn (Neunforn)                                        | Village          |       |
| TG     | Oberwangen (Fischingen)                                        | Hameau           |       |
| TG     | Oettlishusen (Hohentannen)                                     | Cas particulier  |       |
| TG     | Ottenberg Südhang (Märstetten, Weinfelden)                     | Cas particulier  |       |
| TG     | Ottoberg (Märstetten)                                          | Village          |       |
| TG     | Paradies (Schlatt)                                             | Cas particulier  |       |
| TG     | Rheinklingen (Wagenhausen)                                     | Village          |       |
| TG     | Roggwil                                                        | Village          |       |
| TG     | Romanshorn                                                     | Village urbanisé |       |
| TG     | Salenstein                                                     | Village          |       |
| TG     | Schönholzerswilen                                              | Village          |       |
| TG     | Sommeri                                                        | Village          |       |
| TG     | St. Katharinental (Diessenhofen)                               | Cas particulier  |       |
| TG     | Steckborn                                                      | petite ville     |       |
| TG     | Steinebrunn (Egnach)                                           | Village          |       |
| TG     | Stettfurt                                                      | Village          |       |
| TG     | Tobel (Tobel-Tägerschen)                                       | Cas particulier  |       |
| TG     | Triboltingen (Ermatingen)                                      | Village          |       |
| TG     | Trüttlikon (Uesslingen-Buch)                                   | Hameau           |       |
| TG     | Untersee Ost, Schlossbereich (Tägerwilen, Salenstein)          | Cas particulier  |       |
| TG     | Untersee West, Schlossbereich (Herdern, Mammern)               | Cas particulier  |       |
| TG     | Watt bei Roggwil (Roggwil)                                     | Hameau           |       |
| TG     | Weinfelden                                                     | petite ville     |       |
| TG     | Wertbühl (Bussnang)                                            | Hameau           |       |
| TG     | Zezikon (Affeltrangen)                                         | Hameau           |       |
| TG     | Zihlschlacht (Zihlschlacht-Sitterdorf)                         | Village          |       |
| TI     | Airolo                                                         | petite ville     |       |
| TI     | Altanca (Quinto)                                               | Village          |       |
| TI     | Anzonico                                                       | Village          |       |
| TI     | Aranno                                                         | Village          |       |
| TI     | Arogno                                                         | Village          |       |
| TI     | Arzo                                                           | Village          |       |
| TI     | Ascona                                                         | petite ville     |       |
| TI     | Astano                                                         | Village          |       |
| TI     | Auressio (Isorno)                                              | Village          |       |
| TI     | Aurigeno (Maggia)                                              | Village          |       |
| TI     | Avegno Chiesa e di dentro (Avegno)                             | Village          |       |
| TI     | Avegno di fuori (Avegno)                                       | Village          |       |
| TI     | Barbengo                                                       | Village          |       |
| TI     | Bedigliora                                                     | Village          |       |
| TI     | Bedretto                                                       | Village          |       |
| TI     | Bellinzone                                                     | ville            |       |
| TI     | Berzona (Isorno)                                               | Village          |       |
| TI     | Biasca                                                         | petite ville     |       |
| TI     | Bidogno                                                        | Village          |       |
| TI     | Bignasco (Cevio)                                               | Village          |       |
| TI     | Biogno (Lugano)                                                | Village          |       |
| TI     | Bissone                                                        | Village          |       |
| TI     | Bordei (Palagnedra)                                            | Village          |       |
| TI     | Borgnone                                                       | Village          |       |
| TI     | Boschetto (Cevio)                                              | Village          |       |
| TI     | Bosco/Gurin                                                    | Village          |       |
| TI     | Brè (Lugano)                                                   | Village          |       |
| TI     | Breno (Alto Malcantone)                                        | Village          |       |
| TI     | Brione                                                         | Village          |       |
| TI     | Isole diBrissago (Brissago)                                    | Cas particulier  |       |
| TI     | Broglio (Lavizzara)                                            | Village          |       |
| TI     | Brontallo (Lavizzara)                                          | Village          |       |
| TI     | Brusata (Novazzano)                                            | Village          |       |
| TI     | Brusgnano-Freggio (Osco)                                       | Village          |       |
| TI     | Brusino Arsizio                                                | Village          |       |
| TI     | Cabbio                                                         | Village          |       |
| TI     | Calonico (Faido)                                               | Village          |       |
| TI     | Calpiogna                                                      | Village          |       |
| TI     | Campo                                                          | Village          |       |
| TI     | Campora (Castel San Pietro)                                    | Village          |       |
| TI     | Carona                                                         | Village          |       |
| TI     | Casima (Castel San Pietro)                                     | Village          |       |
| TI     | Caslano                                                        | Village          |       |
| TI     | Castagnola (Lugano)                                            | Cas particulier  |       |
| TI     | Castel San Pietro                                              | Village          |       |
| TI     | Castelrotto (Croglio)                                          | Village          |       |
| TI     | Cevio/Rovana (Cevio)                                           | Village          |       |
| TI     | Chiasso                                                        | Cas particulier  |       |
| TI     | Chironico                                                      | Village          |       |
| TI     | Cimadera                                                       | Village          |       |
| TI     | Cimalmotto (Campo)                                             | Village          |       |
| TI     | Ciona (Carona)                                                 | Village          |       |
| TI     | Comologno (Onsernone)                                          | Village          |       |
| TI     | Corino (Cerentino)                                             | Village          |       |
| TI     | Corippo                                                        | Village          |       |
| TI     | Cortignelli (Lavizzara)                                        | Village          |       |
| TI     | Costa (Borgnone)                                               | Village          |       |
| TI     | Curio                                                          | Village          |       |
| TI     | Dangio (Aquila)                                                | Village          |       |
| TI     | Dongio (Acquarossa)                                            | Village          |       |
| TI     | Faido                                                          | Village urbanisé |       |
| TI     | Figgione (Faido)                                               | Village          |       |
| TI     | Fontana (Airolo)                                               | Village          |       |
| TI     | Fusio (Lavizzara)                                              | Village          |       |
| TI     | Gandria (Lugano)                                               | Village          |       |
| TI     | Cantine di Gandria (Lugano)                                    | Cas particulier  |       |
| TI     | Giornico                                                       | Village          |       |
| TI     | Golino (Intragna)                                              | Village          |       |
| TI     | Gresso                                                         | Village          |       |
| TI     | Indemini                                                       | Village          |       |
| TI     | Intragna                                                       | Village          |       |
| TI     | Iseo                                                           | Village          |       |
| TI     | Largario (Acquarossa)                                          | Village          |       |
| TI     | Lavertezzo                                                     | Village          |       |
| TI     | Ligornetto                                                     | Village          |       |
| TI     | Linescio                                                       | Village          |       |
| TI     | Lionza (Borgnone)                                              | Village          |       |
| TI     | Locarno                                                        | ville            |       |
| TI     | Loco (Isorno)                                                  | Village          |       |
| TI     | Lugano                                                         | ville            |       |
| TI     | Magadino-Rivabella (Magadino)                                  | Village          |       |
| TI     | Melano                                                         | Village          |       |
| TI     | Mendrisio                                                      | petite ville     |       |
| TI     | Meride                                                         | Village          |       |
| TI     | Moghegno (Maggia)                                              | Village          |       |
| TI     | Moleno                                                         | Village          |       |
| TI     | Monte (Castel San Pietro)                                      | Village          |       |
| TI     | Morcote                                                        | Village          |       |
| TI     | Mosogno di sotto (Mosogno)                                     | Village          |       |
| TI     | Muggio                                                         | Village          |       |
| TI     | Muzzano                                                        | Village          |       |
| TI     | Navone (Semione)                                               | Village          |       |
| TI     | Olivone/Solario (Olivone)                                      | Village          |       |
| TI     | Origlio                                                        | Village          |       |
| TI     | Osco                                                           | Village          |       |
| TI     | Osignano (Sigirino)                                            | Village          |       |
| TI     | Palagnedra                                                     | Village          |       |
| TI     | Piotta (Quinto)                                                | Village          |       |
| TI     | Pontirone (Biasca)                                             | Village          |       |
| TI     | Ponto Valentino (Acquarossa)                                   | Village          |       |
| TI     | Prato (Lavizzara)                                              | Village          |       |
| TI     | Preonzo                                                        | Village          |       |
| TI     | Primadengo (Calpiogna)                                         | Village          |       |
| TI     | Quinto                                                         | Village          |       |
| TI     | Rancate                                                        | Village          |       |
| TI     | Rasa (Intragna)                                                | Village          |       |
| TI     | Riva San Vitale                                                | petite ville     |       |
| TI     | Ronco (Quinto)                                                 | Village          |       |
| TI     | Ronge/Orino (Malvaglia)                                        | Village          |       |
| TI     | Rossura                                                        | Village          |       |
| TI     | Rovio                                                          | Village          |       |
| TI     | Russo (Onsernone)                                              | Village          |       |
| TI     | Sala Capriasca (Capriasca)                                     | Village          |       |
| TI     | San Bartolomeo (Vogorno)                                       | Village          |       |
| TI     | Opsice du Saint Gottard (Airolo)                               | Cas particulier  |       |
| TI     | Couvent de Santa Maria del Bigorio (Capriasca)                 | Cas particulier  |       |
| TI     | Chiesa di Santa Maria d'Iseo (Vernate)                         | Cas particulier  |       |
| TI     | Monastère de Santa Maria (Claro)                               | Cas particulier  |       |
| TI     | Chiesa di Sant'Abbondio (Collina d'Oro)                        | Cas particulier  |       |
| TI     | Scudellate (Muggio)                                            | Village          |       |
| TI     | Semione                                                        | Village          |       |
| TI     | Sessa                                                          | Village          |       |
| TI     | Sobrio-Ronzano (Sobrio)                                        | Village          |       |
| TI     | Someo (Maggia)                                                 | Village          |       |
| TI     | Sonogno                                                        | Village          |       |
| TI     | Sonvico                                                        | Village          |       |
| TI     | Sornico (Lavizzara)                                            | Village          |       |
| TI     | Stabio                                                         | petite ville     |       |
| TI     | Tengia (Faido)                                                 | Village          |       |
| TI     | Torello (Carona)                                               | Cas particulier  |       |
| TI     | Val Bavona (Cevio)                                             | Cas particulier  |       |
| TI     | Val Malvaglia (Malvaglia)                                      | Cas particulier  |       |
| TI     | Verdasio (Intragna)                                            | Village          |       |
| TI     | Verscio                                                        | Village          |       |
| TI     | Vico Morcote                                                   | Village          |       |
| TI     | Villa (Bedretto)                                               | Village          |       |
| TI     | Villa (Coldrerio)                                              | Village          |       |
| UR     | Altdorf                                                        | ville            |       |
| UR     | Amsteg (Silenen)                                               | Cas particulier  |       |
| UR     | Andermatt                                                      | Village          |       |
| UR     | Bauen                                                          | Village          |       |
| UR     | Bürglen                                                        | Village          |       |
| UR     | Dörfli (Silenen)                                               | Hameau           |       |
| UR     | Erstfeld                                                       | Village urbanisé |       |
| UR     | Flüelen                                                        | Village urbanisé |       |
| UR     | Göschenen                                                      | Village urbanisé |       |
| UR     | Gurtnellen-Wiler (Gurtnellen)                                  | Cas particulier  |       |
| UR     | Hospental                                                      | Village          |       |
| UR     | Maderanertal Berghotel (Silenen)                               | Cas particulier  |       |
| VD     | Aigle                                                          | petite ville     |       |
| VD     | Aran (Villette)                                                | Village          |       |
| VD     | Aubonne                                                        | petite ville     |       |
| VD     | Avenches                                                       | petite ville     |       |
| VD     | Begnins                                                        | Village          |       |
| VD     | Le Bévieux (Bex)                                               | Cas particulier  |       |
| VD     | Bougy-Villars                                                  | Village          |       |
| VD     | Bugnaux (Essertines-sur-Rolle)                                 | Hameau           |       |
| VD     | Bursins                                                        | Village          |       |
| VD     | Burtigny                                                       | Village          |       |
| VD     | Caux (Montreux)                                                | Cas particulier  |       |
| VD     | Châtelard (Lutry)                                              | Hameau           |       |
| VD     | La Chaux (Cossonay)                                            | Village          |       |
| VD     | Chavannes-sur-Moudon                                           | Village          |       |
| VD     | Chez-les-Aubert (Le Chenit)                                    | Hameau           |       |
| VD     | Château de Chillon (Veytaux)                                   | Cas particulier  |       |
| VD     | Colombier                                                      | Village          |       |
| VD     | Combremont-le-Petit                                            | Village          |       |
| VD     | Coppet                                                         | petite ville     |       |
| VD     | Cossonay                                                       | petite ville     |       |
| VD     | Cotterd (Bellerive)                                            | Hameau           |       |
| VD     | Cuarnens                                                       | Village          |       |
| VD     | Cully                                                          | petite ville     |       |
| VD     | Denezy                                                         | Village          |       |
| VD     | Éclépens                                                       | Village          |       |
| VD     | Épesses                                                        | Village          |       |
| VD     | L'Etivaz (Château-d'Œx)                                        | Hameau           |       |
| VD     | Étoy                                                           | Village          |       |
| VD     | Féchy                                                          | Village          |       |
| VD     | Ferreyres                                                      | Village          |       |
| VD     | Flendruz (Rougemont)                                           | Hameau           |       |
| VD     | La Forclaz (Ormont-Dessous)                                    | Village          |       |
| VD     | Gimel                                                          | Village          |       |
| VD     | Givrins                                                        | Village          |       |
| VD     | Grandcour                                                      | Village          |       |
| VD     | Grandvaux                                                      | Village          |       |
| VD     | Granges-près-Marnand                                           | Village urbanisé |       |
| VD     | Gryon                                                          | Village urbanisé |       |
| VD     | Haras national (Avenches)                                      | Cas particulier  |       |
| VD     | Huémoz (Ollon)                                                 | Village          |       |
| VD     | Jouxtens-Mézery                                                | Cas particulier  |       |
| VD     | Lausanne                                                       | ville            |       |
| VD     | Lavigny                                                        | Village          |       |
| VD     | Leysin                                                         | Village urbanisé |       |
| VD     | Le Lieu                                                        | Village          |       |
| VD     | L'Isle                                                         | Cas particulier  |       |
| VD     | Lonay                                                          | Village          |       |
| VD     | Lovatens                                                       | Village          |       |
| VD     | Lucens                                                         | petite ville     |       |
| VD     | Luins                                                          | Hameau           |       |
| VD     | Lutry                                                          | petite ville     |       |
| VD     | Marchissy                                                      | Village          |       |
| VD     | Mex                                                            | Village          |       |
| VD     | Mollens                                                        | Village          |       |
| VD     | Montet (Cudrefin)                                              | Village          |       |
| VD     | Montreux                                                       | Cas particulier  |       |
| VD     | Mont-sur-Rolle                                                 | Village          |       |
| VD     | Morges                                                         | petite ville     |       |
| VD     | Moudon                                                         | petite ville     |       |
| VD     | Noville                                                        | Village          |       |
| VD     | Nyon                                                           | ville            |       |
| VD     | Ogens                                                          | Village          |       |
| VD     | Ollon                                                          | Village          |       |
| VD     | Orny                                                           | Village          |       |
| VD     | Oron-le-Châtel                                                 | Cas particulier  |       |
| VD     | Pampigny                                                       | Village          |       |
| VD     | Payerne                                                        | petite ville     |       |
| VD     | Perroy                                                         | Village          |       |
| VD     | Le Pont (L'Abbaye)                                             | Village          |       |
| VD     | Les Posses (Bex)                                               | Village          |       |
| VD     | Poudrerie fédérale (Aubonne)                                   | Cas particulier  |       |
| VD     | Prangins                                                       | Village          |       |
| VD     | Pully                                                          | Village urbanisé |       |
| VD     | Riex                                                           | Village          |       |
| VD     | Rivaz                                                          | Village          |       |
| VD     | Rolle                                                          | petite ville     |       |
| VD     | Rossinière                                                     | Village          |       |
| VD     | Rougemont                                                      | Village          |       |
| VD     | Saint-Livres                                                   | Village          |       |
| VD     | Saint-Prex                                                     | petite ville     |       |
| VD     | Saint-Saphorin                                                 | Village          |       |
| VD     | Saint-Saphorin-sur-Morges                                      | Village          |       |
| VD     | La Sarraz                                                      | petite ville     |       |
| VD     | Sassel                                                         | Village          |       |
| VD     | Savuit (Lutry)                                                 | Hameau           |       |
| VD     | Le Séchey (Le Lieu)                                            | Village          |       |
| VD     | Le Sentier (Le Chenit)                                         | Village urbanisé |       |
| VD     | Le Solliat (Le Chenit)                                         | Village          |       |
| VD     | Tartegnin                                                      | Hameau           |       |
| VD     | Taveyanne (Gryon)                                              | Cas particulier  |       |
| VD     | Territet/Veytaux (Montreux, Veytaux)                           | Village urbanisé |       |
| VD     | Trey                                                           | Village          |       |
| VD     | Treytorrens                                                    | Village          |       |
| VD     | Treytorrens (Puidoux)                                          | Hameau           |       |
| VD     | Vallamand-Dessous (Bellerive)                                  | Hameau           |       |
| VD     | Vernand-Dessus (Lausanne)                                      | Cas particulier  |       |
| VD     | Vers-l'Église (Ormont-Dessus)                                  | Village          |       |
| VD     | Vevey                                                          | ville            |       |
| VD     | Veyges (Leysin)                                                | Hameau           |       |
| VD     | Villarzel                                                      | Village          |       |
| VD     | Villas Dubochet (Montreux)                                     | Cas particulier  |       |
| VD     | La Ville (Ormont-Dessus)                                       | Hameau           |       |
| VD     | Villeneuve                                                     | petite ville     |       |
| VD     | Vinzel                                                         | Hameau           |       |
| VD     | Vufflens-la-Ville                                              | Village          |       |
| VD     | Vufflens-le-Château                                            | Cas particulier  |       |
| VD     | Vullierens                                                     | Village          |       |
| VD     | Yens                                                           | Village          |       |
| VD     | Yvorne/Vers Morey (Yvorne)                                     | Village          |       |
| VS     | Arbignon                                                       | Village          |       |
| VS     | Ammere/Gadme/Wiler (Blitzingen)                                | Hameau           |       |
| VS     | Ayer                                                           | Village          |       |
| VS     | Barmüli (Visperterminen)                                       | Hameau           |       |
| VS     | Bidermatten (Saas Balen)                                       | Hameau           |       |
| VS     | Biel (Grafschaft)                                              | Village          |       |
| VS     | Bitzinen (Visperterminen)                                      | Hameau           |       |
| VS     | Blatten                                                        | Village          |       |
| VS     | Blatten (Naters)                                               | Village          |       |
| VS     | Bodma (Bellwald)                                               | Hameau           |       |
| VS     | Bodmen (Blitzingen)                                            | Hameau           |       |
| VS     | Bodmen (Mund)                                                  | Hameau           |       |
| VS     | Bourg-Saint-Pierre                                             | petite ville     |       |
| VS     | Bramois (Sion)                                                 | Village          |       |
| VS     | Branson (Fully)                                                | Hameau           |       |
| VS     | Brig (Brig-Glis)                                               | ville            |       |
| VS     | Bruson (Bagnes)                                                | Village          |       |
| VS     | Burge (Törbel)                                                 | Hameau           |       |
| VS     | Le Châble (Bagnes)                                             | Village          |       |
| VS     | Commeire (Orsières)                                            | Hameau           |       |
| VS     | Conthey-Bourg/Saint-Séverin (Conthey)                          | Cas particulier  |       |
| VS     | Eggen (Betten)                                                 | Hameau           |       |
| VS     | Eggen (Simplon)                                                | Hameau           |       |
| VS     | Eischoll                                                       | Village          |       |
| VS     | Eisten                                                         | Village          |       |
| VS     | Eisten (Blatten)                                               | Hameau           |       |
| VS     | Ernen                                                          | Village          |       |
| VS     | Erschmatt                                                      | Village          |       |
| VS     | Evionnaz                                                       | Village          |       |
| VS     | Evolène                                                        | Village          |       |
| VS     | Fäld (Binn)                                                    | Hameau           |       |
| VS     | Feld (Törbel)                                                  | Hameau           |       |
| VS     | Feschel (Guttet-Feschel)                                       | Village          |       |
| VS     | Finhaut                                                        | Cas particulier  |       |
| VS     | Fontenelle (Bagnes)                                            | Hameau           |       |
| VS     | Geschinen (Münster-Geschinen)                                  | Village          |       |
| VS     | Gletsch (Oberwald)                                             | Cas particulier  |       |
| VS     | Gluringen (Reckingen-Gluringen)                                | Village          |       |
| VS     | Goppisberg (Riederalp)                                         | Village          |       |
| VS     | Grand-Saint-Bernard (Bourg-Saint-Pierre)                       | Cas particulier  |       |
| VS     | Greich (Riederalp)                                             | Village          |       |
| VS     | Grengiols                                                      | Village          |       |
| VS     | Grimentz                                                       | Village          |       |
| VS     | Les Haudères (Evolène)                                         | Village          |       |
| VS     | Hérémence                                                      | Village          |       |
| VS     | Isérables                                                      | Village          |       |
| VS     | Kippel                                                         | Village          |       |
| VS     | Lana (Evolène)                                                 | Hameau           |       |
| VS     | Lens                                                           | Village          |       |
| VS     | Loèche                                                         | petite ville     |       |
| VS     | Liddes                                                         | Village          |       |
| VS     | Mâche/Mâchette (Hérémence)                                     | Hameau           |       |
| VS     | Martigny-Bourg (Martigny)                                      | petite ville     |       |
| VS     | Martigny-Ville (Martigny)                                      | ville            |       |
| VS     | Mase                                                           | Village          |       |
| VS     | Médières (Bagnes)                                              | Village          |       |
| VS     | Miéville (Vernayaz)                                            | Hameau           |       |
| VS     | Mühlebach (Ernen)                                              | Village          |       |
| VS     | Münster (Münster-Geschinen)                                    | Village          |       |
| VS     | Naters                                                         | Village urbanisé |       |
| VS     | Neubrück (Stalden)                                             | Cas particulier  |       |
| VS     | Niedergesteln                                                  | Village          |       |
| VS     | Niederhäusern (Visperterminen)                                 | Hameau           |       |
| VS     | Niederwald                                                     | Village          |       |
| VS     | Obergesteln                                                    | Village          |       |
| VS     | Oberstalden (Visperterminen)                                   | Hameau           |       |
| VS     | Pinsec (Saint-Jean)                                            | Hameau           |       |
| VS     | Plan Cerisier (Martigny-Combe)                                 | Cas particulier  |       |
| VS     | Rarner Chumma (Raron)                                          | Hameau           |       |
| VS     | Raron                                                          | Village          |       |
| VS     | Reckingen                                                      | Village          |       |
| VS     | Ritzingen (Grafschaft)                                         | Village          |       |
| VS     | Saillon                                                        | petite ville     |       |
| VS     | Saint-Gingolph                                                 | Cas particulier  |       |
| VS     | Saint-Jean                                                     | Village          |       |
| VS     | Saint-Maurice                                                  | petite ville     |       |
| VS     | Saint-Pierre de Clages (Chamoson)                              | Village          |       |
| VS     | Sarreyer (Bagnes)                                              | Village          |       |
| VS     | Schmidigehischere (Binn)                                       | Village          |       |
| VS     | Selkingen (Grafschaft)                                         | Village          |       |
| VS     | Sembrancher                                                    | petite ville     |       |
| VS     | Sierre                                                         | Cas particulier  |       |
| VS     | Simplon                                                        | Village          |       |
| VS     | Col du Simplon                                                 | Cas particulier  |       |
| VS     | Sion                                                           | ville            |       |
| VS     | Stalden                                                        | Village          |       |
| VS     | Törbel                                                         | Village          |       |
| VS     | Le Trétien (Salvan)                                            | Hameau           |       |
| VS     | Turtig/Wandfluh (Bürchen, Raron, Unterbäch)                    | Cas particulier  |       |
| VS     | Tourtemagne                                                    | Village          |       |
| VS     | Ulrichen                                                       | Village          |       |
| VS     | Unterstalden (Visperterminen)                                  | Hameau           |       |
| VS     | Vens (Vollèges)                                                | Hameau           |       |
| VS     | Venthône                                                       | Village          |       |
| VS     | Vionnaz                                                        | Village          |       |
| VS     | Viège                                                          | petite ville     |       |
| VS     | Vissoie                                                        | Village          |       |
| VS     | Vollèges                                                       | Village          |       |
| VS     | Vouvry                                                         | Village          |       |
| VS     | Wasen (Bitsch)                                                 | Hameau           |       |
| VS     | Weissenried (Blatten)                                          | Hameau           |       |
| ZG     | Berchtwil (Risch)                                              | Hameau           |       |
| ZG     | Brettigen/Schwand, Hofsiedlungslandschaft (Menzingen, Neuheim) | Cas particulier  |       |
| ZG     | Cham                                                           | Village urbanisé |       |
| ZG     | Couvent de Frauental (Cham)                                    | Cas particulier  |       |
| ZG     | Convent de Gubel (Menzingen)                                   | Cas particulier  |       |
| ZG     | Usine de Lorzenweid (Cham)                                     | Cas particulier  |       |
| ZG     | Meisterswil/Talacher (Hünenberg)                               | Hameau           |       |
| ZG     | Neuägeri, Innere Spinnerei (Unterägeri)                        | Cas particulier  |       |
| ZG     | Niederwil (Cham)                                               | Village          |       |
| ZG     | Risch/Buonas, Ufersiedlungslandschaft (Risch)                  | Cas particulier  |       |
| ZG     | Schönfels/Felsenegg, ehem. Hotelanlagen (Zug)                  | Cas particulier  |       |
| ZG     | Spinnerei an der Lorze (Baar)                                  | Cas particulier  |       |
| ZG     | St. Wolfgang/Wart (Hünenberg)                                  | Cas particulier  |       |
| ZG     | Zoug                                                           | ville            |       |
| ZH     | Andelfingen                                                    | Village          |       |
| ZH     | Bauma                                                          | Village urbanisé |       |
| ZH     | Berg am Irchel                                                 | Village          |       |
| ZH     | Blitterswil/Juckeren (Bauma)                                   | Cas particulier  |       |
| ZH     | Bocken, Landgut (Horgen)                                       | Cas particulier  |       |
| ZH     | Bülach                                                         | petite ville     |       |
| ZH     | Burg (Meilen)                                                  | Hameau           |       |
| ZH     | Dägerlen                                                       | Hameau           |       |
| ZH     | Dürstelen (Hittnau)                                            | Hameau           |       |
| ZH     | Eglisau                                                        | petite ville     |       |
| ZH     | Elgg mit Schloss (Elgg)                                        | petite ville     |       |
| ZH     | Ellikon am Rhein (Marthalen)                                   | Hameau           |       |
| ZH     | Feldbach/Schirmensee (Hombrechtikon)                           | Cas particulier  |       |
| ZH     | Feuerthalen                                                    | Village urbanisé |       |
| ZH     | Freudwil (Uster)                                               | Hameau           |       |
| ZH     | Girsberg mit Schloss (Waltalingen)                             | Hameau           |       |
| ZH     | Glattfelden                                                    | Village          |       |
| ZH     | Greifensee                                                     | petite ville     |       |
| ZH     | Grossholz/Grüt (Mettmenstetten)                                | Hameau           |       |
| ZH     | Grundhof/Mörsburg (Winterthour)                                | Hameau           |       |
| ZH     | Grüningen                                                      | petite ville     |       |
| ZH     | Gündisau (Russikon)                                            | Hameau           |       |
| ZH     | Guntalingen (Waltalingen)                                      | Village          |       |
| ZH     | Hauptikon (Kappel am Albis)                                    | Hameau           |       |
| ZH     | Hermatswil (Pfäffikon)                                         | Hameau           |       |
| ZH     | Hinteruttenberg (Knonau)                                       | Hameau           |       |
| ZH     | Horgen                                                         | Village urbanisé |       |
| ZH     | Husen et le Château Wyden (Ossingen)                           | Hameau           |       |
| ZH     | Husertal (Hausen am Albis)                                     | Hameau           |       |
| ZH     | Jakobsthal, Spinnerei (Bülach)                                 | Cas particulier  |       |
| ZH     | Kappel/Näfenhüser (Kappel am Albis)                            | Cas particulier  |       |
| ZH     | Kirchdinhard (Dinhard)                                         | Village          |       |
| ZH     | Kyburg                                                         | Village          |       |
| ZH     | château de Laufen (Laufen-Uhwiesen)                            | Cas particulier  |       |
| ZH     | Lützelsee (Hombrechtikon)                                      | Hameau           |       |
| ZH     | Marthalen                                                      | Village          |       |
| ZH     | Maschwanden                                                    | Village          |       |
| ZH     | Mülenen (Richterswil)                                          | Cas particulier  |       |
| ZH     | Mutzmalen (Stäfa)                                              | Hameau           |       |
| ZH     | Neerach                                                        | Village          |       |
| ZH     | Neuthal (Bäretswil)                                            | Cas particulier  |       |
| ZH     | Oberrifferswil (Rifferswil)                                    | Village          |       |
| ZH     | Oberstammheim                                                  | Village          |       |
| ZH     | Oberteufen mit Schloss (Freienstein-Teufen)                    | Cas particulier  |       |
| ZH     | Oetikon (Stäfa)                                                | Village urbanisé |       |
| ZH     | Oetwil an der Limmat                                           | Village          |       |
| ZH     | Ossingen                                                       | Village          |       |
| ZH     | Otelfingen                                                     | Village          |       |
| ZH     | Ottenhusen (Seegräben)                                         | Hameau           |       |
| ZH     | Pfäffikon                                                      | Village urbanisé |       |
| ZH     | Pfungen                                                        | Village          |       |
| ZH     | Rafz                                                           | Village          |       |
| ZH     | Regensberg                                                     | petite ville     |       |
| ZH     | Couvent et clinique de Rheinau (Rheinau)                       | Cas particulier  |       |
| ZH     | Richterswil                                                    | Village urbanisé |       |
| ZH     | Rudolfingen (Trüllikon)                                        | Village          |       |
| ZH     | Rüti mit Untertann (Rüti)                                      | Village urbanisé |       |
| ZH     | Schipf, Landgut mit Seeuferhang (Herrliberg)                   | Cas particulier  |       |
| ZH     | Seegräben                                                      | Village          |       |
| ZH     | Stadel (Winterthour)                                           | Village          |       |
| ZH     | Tüfenbach (Hausen am Albis)                                    | Hameau           |       |
| ZH     | Unterstammheim                                                 | Village          |       |
| ZH     | Uster                                                          | Village urbanisé |       |
| ZH     | Wald                                                           | Village urbanisé |       |
| ZH     | Waltalingen et le château Schwandegg (Waltalingen)             | Village          |       |
| ZH     | Wangen (Wangen-Brüttisellen)                                   | Village          |       |
| ZH     | Wasterkingen                                                   | Village          |       |
| ZH     | Weissenbach (Mettmenstetten)                                   | Hameau           |       |
| ZH     | Wellenau (Bauma)                                               | Hameau           |       |
| ZH     | Wiesendangen                                                   | Village          |       |
| ZH     | Winikon (Uster)                                                | Hameau           |       |
| ZH     | Winterthour                                                    | ville            |       |
| ZH     | Zurich                                                         | ville            |       |

## Sources
- [PDF] « Ordonnance concernant l’Inventaire fédéral des sites construits à protéger en Suisse », sur Confédération Suisse (consulté le 29 juin 2008)

- (de) Cet article est partiellement ou en totalité issu de l’article de Wikipédia en allemand intitulé « Inventar der schützenswerten Ortsbilder der Schweiz » (voir la liste des auteurs).

- (en) Cet article est partiellement ou en totalité issu de l’article de Wikipédia en anglais intitulé « Inventory of Swiss Heritage Sites » (voir la liste des auteurs).